# Mr Eddy à Bercy 97
Albums de Eddy Mitchell
Mr. Eddy
(1996) Les Nouvelles Aventures d'Eddy Mitchell
(1999)
Mr Eddy à Bercy 97 est le onzième album live d'Eddy Mitchell enregistré au Palais omnisports de Paris-Bercy et sorti en 1997 sur le label Polydor.

## Liste des titres
| 1.  | Bercy beaucoup (Instrumental)      |  |
| 2.  | Lèche-bottes Blues                 |  |
| 3.  | Il ne rentre pas ce soir           |  |
| 4.  | Rio Grande                         |  |
| 5.  | Les Tuniques bleues et les Indiens |  |
| 6.  | Ça fait désordre                   |  |
| 7.  | C'est bon d'être seul              |  |
| 8.  | Soixante, soixante-deux            |  |
| 9.  | Un portrait de Norman Rockwell     |  |
| 10. | J'ai tous les plans                |  |
| 11. | Mister JB                          |  |

| 12. | Sleep Warm                 |  |
| 13. | Nashville ou Belleville    |  |
| 14. | Be Bop a Lula              |  |
| 15. | La dernière Séance         |  |
| 16. | La Peau d'une autre        |  |
| 17. | 18 ans demain              |  |
| 18. | Société anonyme            |  |
| 19. | Le Cimetière des éléphants |  |
| 20. | Je vais craquer bientôt    |  |
| 21. | Couleur menthe à l'eau     |  |
| 22. | Pas de boogie woogie       |  |
| 23. | C'est un rocker            |  |
| 24. | Bercy beaucoup (Final)     |  |